# Dejan Milovanović
Dejan Milovanović (in serbo Дејан Миловановић?; Belgrado, 21 gennaio 1984) è un ex calciatore serbo, di ruolo centrocampista.

## Carriera

### Club
Cresciuto nelle giovanili della Stella Rossa, debutta in prima squadra nel 2004 le sue buone prove gli valgono la nomina a capitano, nonostante la giovane età. Con la maglia biancorossa conquista due Campionati di Serbia e Montenegro (2004 e 2006) un campionato serbo (2007), una Coppa di Serbia e Montenegro (2006) e una Coppa di Serbia (2007).
Nel luglio 2008 si trasferisce in Francia, al Lens.

### Nazionale
Ha partecipato, nel 2004, ai Campionati Europei Under-21 2004, con la Nazionale di calcio della Serbia e Montenegro Under-21, arrivando in finale, ma perdendo contro l'Italia. Nell'edizione del 2006, la formazione slava è invece arrivata alle seminifinali della manifestazione. Ha partecipato anche ai Campionati europei Under-21 2007 con la Nazionale serba Under-21, con cui ha raggiunto la finale, persa contro l'Olanda.
Ha fatto parte della spedizione serbo-montenegrina all'Olimpiade di Atene 2004.

## Palmarès

### Club

#### Competizioni nazionali
- Campionati di Serbia e Montenegro: 2

2003-2004, 2005-2006
- Campionato serbo: 1

2006-2007
- Coppa di Serbia e Montenegro: 1

2006
- Coppa di Serbia: 1

2007
- Ligue 2: 1

Lens: 2008-2009